# سوا سوا (مجلة)
مجلة سوا سوا هي مجلة تصدر عن دائرة الطفولة بوزارة الثقافة والرياضة، بدعم من الوكالة السويدية الدولية للتنمية، صدر العدد الأول منها في ديسمبر 1998م وعددها التاسع والأخير في يوليو 2003م. عنوانها: ص.ب: 52 رام الله، غزة.
تخلو المجلة من كلمة العدد لكن هناك فهرس لمواد العدد. توجه المجلة من سن 8 إلى 13 سنة، وتُطبع في مؤسسة الأيام للصحافة. تعتمد المجلة على مساهمات القراء في كافة مجالات التأليف والرسم، والابتسامات والقصص. وتستعير المجلة رسوماً من مجلات عالمية في التسالي وتنشر رسوم القراء بشكل مُكثَّف وملحوظ. كما تخلو المجلة من القصص الكرتونية، وعدد صفحاتها 32 صفحة جميعها ملونة من قطع 22×27 سم. كما تعتمد على الصور والرسوم معاً وتخلو من الإعلانات، ومن المسابقات وليس هناك إشارة إلى أن المجلة تُباع، والغلاف ليس به إشارة إلى محتويات أو مواد العدد. لم يُذكر في المجلة إشارةً إلى توقفها في العدد التاسع.

## الأبواب
- ابتسامات
- سؤال وجواب
- تسالي
- شارك معنا
- فريق العمل
- رئيس التحرير: وضاح زقطان
- المدير الإداري: هيام عطانة
- اللجنة الاستشارية: كايرو عرفات، رياض الفايد، روز الشوسلي